# Panathlon Club
El Panathlon Club és una associació de caràcter esportiu fundada el 1951 a Venècia el 12 de juny de 1951. Es fundà amb el nom provisional de “Disnar Sport” (“disnar” és una expressió veneciana que significa sopar) amb l'objectiu de difondre la idea esportiva (sobretot en els seus aspectes morals i socials). Aquesta associació comptava amb un nombre limitat de membres.
El seu lema és “Panathlon Ludis Jungit”, que significa “Panathlon uneix mitjançant l'esport”. Així es volia expressar el contingut ètic, moral i cultural del club que són essencialment intensificar, divulgar i defensar els valors de l'esport considerat un mitjà de formació i manteniment de la persona i un vehicle de la solidaritat entre els homes i els pobles.i
El Panathlon Internacional de Barcelona va ser un dels primers creat fora d'Itàlia (1964), i comptava amb diferents personalitats barcelonines vinculades amb el món de l'esport com Josep Garriga-Nogués, Joan Antoni Samaranch, etc.
El Panathlon Internacional és l'associació dels Panathlon Clubs, que es basa fonamentalment en el voluntariat dels seus membres.

## Fundadors
Els seus fundadors foren:
- Salvatore Brugliera (atletisme)
- Tiziano Chaleur (tennis)
- Ange Cecchinato (gimnàstica)
- Aristide Coin (ciclisme)
- Aldo Colussi (atletisme)
- Pietro De Mars (tècnic d'instal·lacions esportives)
- Guide De Poles (atletisme)
- Egidio De Zottis (vela)
- Carlo Donadoni (bàsquet)
- Domenico Église (futbol),
- Ludovico Foscari (natació)
- Paolo Foscari (motociclisme)
- Guglielmo Guglielmi (vela)
- Alberto Heinz (gimnàstica)
- Antenore Marins (golf)
- Costantino Masotti
- Luigi Pavanello (àrbitre)
- Orazio Pettinelli (pesca esportiva)
- Aldo Querci della Rovere (medicina de l'esport)
- Gino Ravà (esports d'hivern)
- Antonio Scalabrin (natació)
- Alfonso Vandelli (alpinisme)
- Mario Boulevards (pentathlon modern)
- Mario Zanotti